# Panchavada
Panchavada o Panchavara o Panchavra fou un estat tributari protegit del prant de Gohelwar a l'agència de Kathiawar, presidència de Bombai. Estava format només per un poble, Panchavada, a uns 3 km al sud de Songarh. La superfície era de 202 km² i la població de 504 habitants (1881).